# Charles Buchwald
Charles von Buchwald (Viborg, 22 de outubro de 1880 - 19 de novembro de 1951) foi um futebolista dinamarquês, medalhista olímpico.
Charles Buchwald competiu nos Jogos Olímpicos de Verão de 1908 em Londres e Estocolmo 1912. Ele ganhou a medalha de prata.